# Abang (Mbankomo)
Pour les articles homonymes, voir Abang.
Abang est un village de la région du Centre au Cameroun, localisé dans la commune de Mbankomo et le département de la Méfou-et-Akono.

## Population
En 1965, Abang comptait 140 habitants, principalement des Ewondo.
Lors du recensement de 2005, ce nombre s'élevait à 161.